# Veltheimia
Veltheimia es un género perteneciente a la subfamilia de las escilóideas dentro de las asparagáceas. Es originario de Sudáfrica y presenta dos especies.

## Taxonomía
El género fue descrito por Johann Gottlieb Gleditsch  y publicado en Hist. Acad. Roy. Sci. (Berlin) 25: 66. 1771.

## Especies
- Veltheimia bracteata
- Veltheimia capensis